# دهنو فتح المبين (اسماعيلي كرمان)
دهنو فتح المبین (بالفارسية: دهنو فتح‌المبین) هي قرية تقع في إيران في منطقة إسماعيلي. يقدر عدد سكانها بـ 452 نسمة .